# 노엘 브라더스턴
노엘 브라더스턴(영어: Noel Brotherston; 1956년 11월 18일, 다운 주 던도널드 ~ 랭커셔 주 블랙번)은 북아일랜드의 전 국가대표 축구 선수이다.

## 클럽 경력
현역 시절 측면 미드필더로 활동했던 브라더스턴은 풋볼 리그의 토트넘 홋스퍼, 블랙번 로버스, 베리, 그리고 스카버러에서 활약했다.
노엘 브라더스턴은 특이한 모발로 측면을 따라 내려갈 때 눈이 잘 띄는 선수였다. 그는 블랙번 시절 많은 지지를 받던 선수였다.

## 국가대표팀 경력
브라더스턴은 1980년 5월 스코틀랜드와의 친선경기에서 북아일랜드 국가대표팀 첫 경기를 치렀고, 총 27번의 국가대표팀 경기에 출전해 3골을 기록했다. 그는 자국을 대표로 3개 대회의 월드컵 예선전에 출전했고, 1982년 월드컵에서 자국을 대표로 참가했다.
브라더스턴은 1-0으로 이긴 이스라엘과의 경기에 출전했는데, 북아일랜드는 이 경기 승리로 24년 만에 월드컵 본선 무대를 밟았다. 그는 웨일스와의 1980년 브리티시 홈 챔피언십 경기에서 결승골을 기록해 북아일랜드 축구 협회 창립 100주년을 대회 우승으로 장식했다.

## 사생활
브라더스턴은 벨파스트 동부의 던도널드 출신이다. 그는 유년 시절을 벨파스트 동부의 브라이트 가에서 보냈다.
그는 은퇴 후 블랙번에서 가옥 도장사 겸 미장이로 활동했고, 리와 라이언 두 아들을 두었다. 그러나, 그는 향년 38세에 심근 경색으로 영면에 들었다.